# Mammea papyracea
Mammea papyracea är en tvåhjärtbladig växtart som beskrevs av P.F. Stevens. Mammea papyracea ingår i släktet Mammea och familjen Calophyllaceae. Inga underarter finns listade i Catalogue of Life.